# آلشوبرتسکی
آلشوبِرِتسکی (به مجاری:  Alsóberecki) یک سکونتگاه مسکونی در مجارستان است که در بورشود-آبااوی-زمپلن واقع شده‌است.